# Terre damnée

Terre damnée (Copper Canyon) est un western américain de John Farrow, sorti en 1950.

## Synopsis
Dans une petite ville du Sud, après la guerre de Sécession, des mineurs spoliés par les nordistes, font appel à un tireur d'élite de foire qui s'avère en réalité être un ancien colonel de l'armée confédérée.

## Fiche technique
- Titre original : Copper Canyon
- Titre français : Terre damnée
- Réalisation : John Farrow
- Assistant de réalisation : Herbert Coleman
- Scénario : Richard English, Jonathan Latimer
- Producteurs : Mel Epstein, Charles Woolstenhulme
- Société de production : Paramount Pictures
- Directeur de la photographie : Charles B. Lang Jr.
- Montage : Eda Warren
- Musique : Daniele Amfitheatrof
- Direction artistique : Franz Bachelin, Hans Dreier
- Costumes : Edith Head, Gile Steele
- Ingénieur du son : Gene Garvin, Harold Lewis
- Genre : Western
- Durée : 84 minutes
- Pays de production :  États-Unis
- Langue : anglais
- Couleur : Couleur (Technicolor) - Format : 1,37 : 1 - Son : Mono (Western Electric Recording)
- Dates de sortie : 
  - États-Unis : 15 novembre 1950
  - France : 15 février 1952
- Affiche : Boris Grinsson (France)

## Distribution
- Ray Milland (VF : Jean Davy) : Johnny Carter
- Hedy Lamarr (VF : Paula Dehelly) : Lisa Roselle
- Macdonald Carey (VF : Claude Péran) : Député Lane Travis
- Mona Freeman (VF : Micheline Cévennes) : Caroline Desmond
- Harry Carey Jr. (VF : Michel André) : Lieutenant Ord
- Frank Faylen (VF : Raymond Loyer) : Mullins
- Hope Emerson (VF : Mona Dol) : Ma Tarbet
- Taylor Holmes (VF : Henri Allain-Durthal) : Theodosius Roberts
- Peggy Knudsen (VF : Jacqueline Raimbauville) : Cora
- James Burke (VF : Pierre Morin) : Jeb Bassett
- Percy Helton (VF : Camille Guérini) : Scamper Joad
- Philip van Zandt (VF : Georges Hubert) : Shérif Wattling
- Francis Pierlot (VF : Émile Drain) : Moss Balfour
- Ernö Verebes (en) (VF : Marcel Méral) : Professeur
- Paul Lees (VF : Pierre Leproux) : Bat Laverne
- Robert Watson (VF : Jean Mauclair) : Bixby
- Georgia Backus (VF : Henriette Marion) : Martha Bassett
- Ian Wolfe (VF : Jacques Berlioz) : M. Henderson
- Bob Kortman (VF : Richard Francœur) : Bill Newton

Acteurs non crédités
- Frank Hagney : Acolyte de Travis
- Joanne Linville : Showgirl